# Aram Mp3
Aram Sargsyan (n. 5 aprilie 1984 la Erevan) cunoscut adesea pentru numele de scenă Aram Mp3 (Արամ Mp3), este un cântăreț, actor, comedian și vedetă de televiziune din Armenia care și-a reprezentat țara la Concursul Muzical Eurovision 2014.

## Viață și Carieră

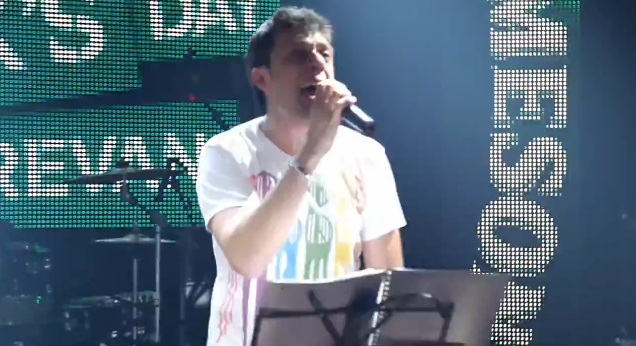
Aram pe scena unui club de noapte, martie 2013

A absolvit Universitatea de Medicină din Armenia în 2006. Tot în 2006 acesta a participat în mai multe emisiuni de comedie, în cadrul cărora parodia diverse piese muzicale sub numele de "Aram Mp3". El a fost gazda câtorva emisiuni de divertisment la televiziuni din Armenia.

## Eurovision 2014
Pe 31 decembrie 2013 postul public l-a ales pe Aram Mp3 să reprezinte Armenia la Concursul Muzical Eurovision 2014. Piesa a fost dezvăluită în februarie.

## Discografie

### Singles
- "Shine" (2013)
- "If I Tried" (2013)
- "Just go on" (2013)